# Watanabe E9W
Il Watanabe E9W, in seguito ridesignato nel sistema lungo (九六式小型水上機?  "piccolo idrovolante da ricognizione per la marina tipo 96", nome in codice alleato (per la versione E9W1) Slim) era un idroricognitore a scarponi, monomotore biplano sviluppato dall'azienda giapponese Watanabe Tekkōsho KK negli anni trenta.
Realizzato per creare un velivolo adatto ad operare da sommergibili classe Junsen 3 in dotazione alla marina imperiale giapponese venne realizzato, per la particolare tipologia, in un buon numero di esemplari e fu il primo modello prodotto dall'azienda giapponese.

## Storia
Nel gennaio 1934 la Marina imperiale giapponese emise la specifica 9-Shi riguardante la fornitura di un nuovo modello di idrovolante biposto da ricognizione destinato ad essere imbarcato sui sommergibili classe Junsen 3. Il nuovo velivolo doveva avere tra i suoi requisiti una cellula compatta, resistente all'aggressione corrosiva dell'ambiente marino e la possibilità di essere facilmente smontato in un tempo massimo di un minuto e 30 secondi, per lo stivaggio nell'apposito hangar pressurizzato ricavato nella struttura dell'unità navale, ed in grado di essere rimontato in 2 minuti 30 secondi.
A questo scopo vennero contattati diversi produttori di aeromobili incaricati di fornire un progetto di massima per un modello, adatto a soddisfare questo requisito, da sottoporre ad una commissione di valutazione istituita dalle autorità militari. Dopo una valutazione comparativa tra le varie proposte, nella primavera di quello stesso anno venne scelta quella Watanabe alla quale venne affidato il compito di sviluppare i prototipi per la valutazione in condizioni operative.

### Sviluppo
Il progetto era basato su un compatto velivolo monomotore caratterizzato dai due abitacoli aperti in tandem, il posteriore dotato di armamento difensivo brandeggiabile, dalla velatura biplano-sesquiplana e dalla configurazione a scarponi. Vennero realizzati tre prototipi, che assunsero la designazione ufficiale "corta" E9W, il primo dei quali venne portato in volo per la prima volta nel febbraio 1935. Sottoposti in seguito ad una serie di prove in condizioni operative venne valutato positivamente dalla commissione esaminatrice durante una prova in cui fungeva come equipaggiamento del sottomarino I-5, una evoluzione della classe Junsen I già equipaggiata con un idrovolante Yokosuka E6Y1. Le buone caratteristiche generali raggiunte convinsero le autorità militari ad emettere un ordine di fornitura per 32 esemplari che assunsero la designazione E9W1.

### Impiego operativo
Gli E9W1 cominciarono ad essere consegnati ai reparti operativi durante il 1938 con la nuova designazione "lunga" piccolo idrovolante da ricognizione per la marina tipo 96 come equipaggiamento dei sommergibili I-7 e I-8 (i due battelli prodotti della classe Junsen 3), I-10 (di classe A1), I-15, I-17, I-19, I-21, I-23, I-25 e I-26 (tutti i primi battelli di classe B1). La Watanabe riuscì ad evadere completamente l'ordine nel corso del 1940.
Benché in procinto di essere sostituito dal più moderno monoplano Yokosuka E14Y, alla data dell'attacco giapponese a Pearl Harbor il modello era ancora in servizio di prima linea e ci rimase fino al luglio 1942, utilizzato per identificare le unità navali cinesi ed indirizzare i sottomarini da cui provenivano ad intercettarli se tentavano di forzare il blocco giapponese del Mar della Cina.
Dal 1942, nell'ambito della seconda guerra mondiale, l'intelligence alleata assegnò all'E9W1 il nome in codice "Slim".

## Descrizione tecnica
L'E9W1 era un idrovolante a scarponi dall'aspetto convenzionale per l'epoca, monomotore biposto a velatura biplana con i grandi galleggianti collegati sotto l'ala inferiore.
La fusoliera incorporava i due abitacoli aperti posizionati in tandem, l'anteriore destinato al pilota ed il posteriore all'osservatore-mitragliere, entrambi protetti da un parabrezza. Posteriormente terminava in un impennaggio classico monoderiva con piani orizzontali controventati da un'asta di controvento per lato.
La configurazione alare era biplano-sesquiplana, con ala superiore, montata alta a parasole, caratterizzata da un sensibile angolo di diedro positivo, dall'apertura maggiore dell'inferiore, montata bassa sulla fusoliera e spostata verso coda, collegate tra loro da un montante interalare ad "N" per lato. Entrambe erano dotate di alettoni
Il dispositivo di ammaraggio consisteva in una coppia di galleggianti metallici collegati all'intradosso dell'ala inferiore tramite una struttura tubolare.
La propulsione era affidata ad un motore Hitachi Tempu-II, un radiale 9 cilindri disposti a singola stella e raffreddato ad aria, capace di erogare una potenza di 300 hp (224 kW), posizionato all'apice anteriore della fusoliera racchiuso in una cappottatura ed abbinato ad un'elica bipala in legno a passo fisso.
L'armamento difensivo era costituito da un'unica mitragliatrice brandeggiabile Type 92 calibro 7,7 mm montata su supporto ad anello ed integrata nell'abitacolo posteriore.

## Utilizzatori
Giappone
- Dai-Nippon Teikoku Kaigun Kōkū Hombu

### Velivoli comparabili
Giappone
- Yokosuka E14Y